# Ford A-Serie
Die  Ford A-Serie war eine Baureihe leichter Lastkraftwagen, die Ford in  Langley (Slough) Berkshire (GB) und Cork (Irland) von 1972 bis 1982 produziert hat.
Sie schloss die Lücke zwischen dem Ford Transit Kleintransporter und den mittelschweren Lkw der Ford N- bzw. D-Serie. Das zulässige Gesamtgewicht reichte von 3,5 bis 6,5 Tonnen (in Deutschland 3,75 – 5,6 t) und durfte somit auch von Fahrern bewegt werden, die über den damals normalen Pkw-, jedoch keinen Lkw-Führerschein verfügten. Auch deshalb war das A-Serien Chassis insbesondere bei Herstellern von Wohnmobil-Aufbauten recht beliebt. Auf ein konventionelles Fahrgestell mit Starrachsen vorn und hinten setzte Ford die kaum veränderten Führerhäuser des Transit. Deren Pressteile kamen aus dem Werk in Saarlouis und wurden in Southampton verschweißt, womit man die Herstellungskosten reduzierte. Bei den Motoren kamen mit den englischen Essex-V4- und V6-Benzin-Motoren bereits bewährte Modelle zum Einsatz. Zusätzlich wurde der York-Diesel aus dem Transit mit 2,4 Litern Hubraum und eine stärkere Variante mit 3,5 Liter-Hubraum angeboten. Grundsätzlich war ein 4-Gang-Schaltgetriebe verbaut.
Als Extras waren ein ZF-5-Gang Schaltgetriebe, Schiebedach, Sicherheitsgurte, Velourspolster und eine Sonnenblende für den Beifahrer erhältlich.
Der Hauptabsatzmarkt war Großbritannien, aber auch auf dem europäischen Kontinent war die A-Serie verbreitet.
Nach dem Ende der A-Serienproduktion bot Ford bis zur Ankunft des Joint Venture mit Iveco keinen weiteren Schwerlasttransporter an, was dazu führte, dass der Iveco Daily auf dem britischen Markt als Ford umbenannt wurde.